# Béké
Pour les articles ayant des titres homophones, voir Béquet et Becquet.
Cet article concerne une population des Antilles. Pour le comitat de Hongrie, voir Békés.
Aux Antilles françaises, un béké est un blanc créole descendant des premiers colons en majorité esclavagistes. Ce terme, issu du créole martiniquais, concerne principalement les descendants originaires de Martinique mais aussi ceux de Guadeloupe,.
En Martinique, les békés constituent un peu moins d'un pour cent de la population, soit environ 3 000 personnes.
En Guadeloupe, en langue créole, on parle aussi de « Blan-péyi » (Blancs-pays), bien que ce terme soit plus large puisqu'il peut aussi désigner des individus blancs nés et élevés sur l’île mais dont la famille n'est pas présente depuis l'époque coloniale.
Un grand nombre des colons grands propriétaires terriens de Guadeloupe a fui ou a été condamné à mort lors de la Révolution française et à la suite de la première abolition de l'esclavage en 1794. Par conséquent, les békés actuels de Guadeloupe sont tous originaires de Martinique, où ils ont généralement toujours des liens familiaux ou des intérêts économiques.
Le terme « béké » est parfois également employé comme adjectif.

## Étymologie
Il semble que le mot soit d'origine igbo (Nigeria), langue dans laquelle il désigne un Blanc.
Selon une autre hypothèse, le mot béké viendrait de la langue ashanti, m’béké signifiant « homme détenant le pouvoir ».

## Origines de la communauté békée
Les békés descendent des colons européens qui ont émigré dans les Antilles françaises au XVIIᵉ siècle.
Les immigrants sont principalement des négociants et des membres de familles de la noblesse, pour ces derniers en général des cadets de famille. En Martinique, 28 familles béké sur 209 environ ont une origine noble (soit environ 13 %); ce taux est toutefois sans doute sous-estimé à cause du manque d'archives. De plus, il faut préciser que Louis XIV acceptait d’anoblir les planteurs détenant plus de cent esclaves.
Le terme inclut également les engagés ou « 36 mois » (nom qui correspond à la durée de leur contrat avec leur maître). À la fin de ce contrat le maître leur donnait en nature 300 livres de pétun. Ce pécule leur permettait soit de payer leur voyage de retour soit d'acquérir les outils nécessaires pour défricher une concession à leur propre compte. Cependant, une grande partie de cette main-d'œuvre mourait avant l'échéance des 3 ans . Ces pauvres ou modestes gens, soldats, artisans ou travailleurs européens sont venus très tôt aux Antilles françaises, avant même, pour certains, l'arrivée massive des esclaves africains.
Métissés ou non avec la population d'origine africaine, les békés pauvres furent parfois, dans un premier temps, rejetés par les riches propriétaires békés[réf. nécessaire]. Toutefois, certaines de ces plus anciennes familles de la Martinique ayant réussi dans les affaires ont été anoblies sous Louis XV, comme ce fut le cas pour Jean Assier (1688-1771).
Il existe encore des békés de classe modeste ou pauvre, qui furent appelés en Martinique « békés griyav », soit « békés goyave », car certains d'entre eux étaient affectés à la récolte de la goyave et résidaient sur ces plantations.[réf. nécessaire]
Les Blancs créoles sont majoritairement d'origine française même si on y trouve aussi des descendants de ressortissants hollandais ou anglais notamment. Dans une grande majorité catholiques, ils pouvaient également être de confession protestante ou juive. En effet certains ont été chassés du Brésil et amenèrent la culture de la canne à sucre.

## Histoire

### En Martinique
Les premiers Blancs arrivent à la Martinique dès la fin du XVIIe siècle, obtiennent du roi de France la concession de terres et se lancent dans la culture de la canne à sucre ; sociologiquement, il s'agit de cadets de familles nobles ou de la bourgeoisie désargentés ainsi que d'aventuriers ; ils sont appelés békés, c'est-à-dire européens installés aux Antilles ; les esclaves transportés depuis l'Afrique arrivent en même temps, ainsi que les engagés ; ceux-ci sont des métropolitains qui s'engagent au service d'un Blanc, pour une durée donnée, en échange du paiement des frais du voyage.
En 1793 ils signent Le traité de Whitehall avec les Britanniques qui place l’île sous domination anglaise et y maintient l'esclavage après la signature du décret d'abolition de l'esclavage du 4 février 1794 par la république française.

### En Guadeloupe
En Guadeloupe, les « Blancs Péyi » (Blancs-Pays), ont une histoire différente de la Martinique. Contrairement à cette dernière qui était sous occupation anglaise, la Guadeloupe a connu la Révolution française et surtout la première abolition de l'esclavage en 1794. C'est dans ce contexte de guerre contre les troupes britanniques, et pour éviter que des colons ne livrent l'île aux Anglais pour rétablir les privilèges et l'esclavage, que la quasi-totalité des grands propriétaires terriens (les grands planteurs) de l'île a été guillotinée par les troupes révolutionnaires amenées par Victor Hugues (commissaire de la Convention). Les rares survivants se sont enfuis dans les îles alentour. Les descendants des colons guadeloupéens n'ayant pas été exécutés (petits planteurs, marins, commerçants, militaires…) sont appelés « Blancs Pays ». Par la suite, progressivement, quelques békés de la Martinique s’installèrent en Guadeloupe tout en conservant étroitement leurs liens avec leurs familles d'origine. En Guadeloupe, ils constituent 1% de la population, aux Antilles ils détiennent 40% de l'économie.

## Situation sociale
En Martinique en 2009, les békés représenteraient environ 3 000 personnes pour environ 400 000 habitants. Dans le passé, le groupe était lui-même très hiérarchisé en fonction du nom, de la fortune et du niveau d'éducation.
Les grandes familles sont les Hayot (famille d'origine normande arrivée à la Martinique à la fin du XVIIe siècle, dont un des descendants, Bernard Hayot, propriétaire du Groupe Bernard Hayot, est la plus grande fortune des Antilles françaises, et 275e fortune de France), les Huyghues Despointes (famille d'origine protestante qui a ses racines dans le nord de la France, arrivée au XVIIe siècle, dont une partie des descendants est aujourd'hui propriétaire des principales usines de produits alimentaires), les Fabre, les Duchamp, les Assier de Pompignan (l'une des plus anciennes familles de békés de la Martinique – trois siècles après l'arrivée de son ancêtre Jean, on dénombre 300 de ses descendants directs sur l'île), les Plissoneau, les Dorn, les Reynal de Saint-Michel, les Lucy de Fossarieu, Vivies, Loret, Barbotteau ou encore les Aubéry.
Dans les années 1990, les békés contrôlent 29,2 % des entreprises de plus de vingt salariés de Martinique et 16,5 % des entreprises de plus de dix salariés en Guadeloupe. En 2009, selon les estimations citées par Libération, « les statistiques ethniques étant interdites » en France, les Békés sont estimés à moins de 1 % de la population, mais sont très présents dans la filière agroalimentaire qu’ils détiendraient à 90 %, et détiendraient aussi 50 % des terres.
Toutefois, beaucoup de descendants de familles békés aux Antilles, en Martinique comme en Guadeloupe, n'ont pas un niveau social élevé. Directeur d'un club de fitness à Pointe-à-Pitre, Robert Lignières assure : « Aujourd'hui, nous comptons parmi les békés de Guadeloupe beaucoup plus d'employés, de RMIstes et de dirigeants de petites entreprises que de grands patrons »[source insuffisante]

## Personnalités békées
Des listes de patronymes dits békés sont reprises dans certains ouvrages. 
À la fin des années 1960, l'ethnologue Édith Kováts-Beaudoux recense 150 familles. En 2002, le généalogiste béké Eugène Bruneau-Latouche « présente dans l'ordre alphabétique deux cent neuf familles subsistantes, vivant de par le monde et issues d'une origine créole martiniquaise antérieure à 1901 » en intégrant des familles qui ne sont donc plus toutes représentées à la Martinique : Cacqueray de Valménier, Cornette de Saint-Cyr, Dampierre, Jorna, Lafaye de Guerre, Tascher de La Pagerie, etc..

### Guadeloupe
- Saint-John Perse[28],[29],[30]
- Jacques Foccart

### Martinique
- Aimée du Buc de Rivery
- Alain Gaigneron de Marolles
- Auguste Febvrier Despointes
- Bernard Hayot
- Charles Sainte-Claire Deville
- Élie de Vassoigne
- Fernand Clerc
- Félix Baillardel de Lareinty
- Henri Baillardel de Lareinty
- Henri Sainte-Claire Deville
- Jean Bally
- Jean Bruno Assier de Montrose
- Joseph-Gaspard de Tascher de La Pagerie
- Joséphine de Beauharnais
- Louis Brière de l'Isle
- Louis-Charles Le Vassor de La Touche
- Louis-François Dubuc
- Marie-Laure de Villepin[31]
- Marie-Reine de Jaham
- Maurice Assier de Pompignan
- Philippe Lavil
- Pierre Cornette de Saint-Cyr
- Raymond Garcin
- Rose Claire des Vergers de Sannois
- Victor Depaz
- Pierre Cottrell

### Les «209 familles»
Ce tableau répertorie exclusivement les familles d'origine européenne établies à la Martinique depuis les débuts de la colonisation.
Pour chaque famille sont précisés le pays ou la province française d'origine (parfois différent du lieu de naissance ou de résidence du premier colon), la date d'arrivée à la Martinique, l'activité professionnelle du premier colon avant son établissement à la Martinique ainsi que celles de son père et de son grand-père paternel.
Peu de familles békées sont d'origine noble, « la plupart des colons anoblis l’ont été sur place, au XVIIIe siècle, pour services rendus au royaume ».
Contrairement aux légendes véhiculées, plus rares encore sont les familles actuellement subsistantes qui descendaient en ligne indirecte des rois de France avant leur arrivée sur l'île. Il n'y en a que neuf : Bernard de Feyssal (de), Chancel de La Grange, Dampierre (de), Fabrique Saint-Tours (de), Froidefond des Farges (de), Louveau de La Guigneraye, Percin (de), Prévost de Sansac de Traversay et Tascher de La Pagerie (de).
Beaucoup de familles békées aujourd'hui très en vue ont des origines très modestes voire inconnues.
Au sein d'une même famille, les situations socio-culturelles actuelles sont cependant très diverses entre les différentes branches.
Un grand nombre de familles reprises dans cette liste ont des branches békées et métisses. Parmi ces dernières, il s'agit le plus souvent de descendances illégitimes, reconnues ou non, généralement en ligne féminine, plus rarement en ligne masculine.
|     | PATRONYME                                        | PATRONYME          | ORIGINE          | DATE D’ARRIVÉE  | ACTIVITÉ                                                    | ACTIVITÉ                     | ACTIVITÉ                                                                      |
| #   | actuellement porté                               | avant l'arrivée    | premier arrivant | à la Martinique | pionnier avant son arrivée                                  | père                         | grand-père                                                                    |
| --- | ------------------------------------------------ | ------------------ | ---------------- | --------------- | ----------------------------------------------------------- | ---------------------------- | ----------------------------------------------------------------------------- |
| 1   | ALBERT                                           |                    |                  |                 |                                                             |                              |                                                                               |
| 2   | ARIÈS                                            |                    |                  |                 |                                                             |                              |                                                                               |
| 3   | ARTUR du PLESSIS                                 |                    |                  |                 |                                                             |                              |                                                                               |
| 4   | ASSELIN                                          |                    |                  |                 |                                                             |                              |                                                                               |
| 5   | ASSIER de POMPIGNAN                              | ASSIER             | Bas-Languedoc    | 1710            | ?                                                           | marchand-tapissier           | notaire royal                                                                 |
| 6   | AUBÉRY                                           | AUBERY             | Provence         | 1809            | ?                                                           | négociant à Marseille        | Marchand tanneur à Marseille                                                  |
| 7   | AUBIN de BLANPRÉ                                 |                    |                  |                 |                                                             |                              |                                                                               |
| 8   | AUDEBERT                                         |                    |                  |                 |                                                             |                              |                                                                               |
| 9   | BALLY                                            |                    |                  |                 |                                                             |                              |                                                                               |
| 10  | BAUDIN                                           |                    |                  |                 |                                                             |                              |                                                                               |
| 11  | BAYARDELLE                                       |                    |                  |                 |                                                             |                              |                                                                               |
| 12  | BEAUFRAND                                        |                    |                  |                 |                                                             |                              |                                                                               |
| 13  | BELLAY                                           |                    |                  |                 |                                                             |                              |                                                                               |
| 14  | BERGASSE                                         |                    |                  |                 |                                                             |                              |                                                                               |
| 15  | BERNARD de FEISSAL (de), BERNARD de FEYSSAL (de) |                    |                  |                 |                                                             |                              |                                                                               |
| 16  | BERNUS                                           |                    |                  |                 |                                                             |                              |                                                                               |
| 17  | BERTÉ                                            |                    |                  |                 |                                                             |                              |                                                                               |
| 18  | BEUZELIN                                         |                    |                  |                 |                                                             |                              |                                                                               |
| 19  | BILLIOTI de GAGE                                 |                    |                  |                 |                                                             |                              |                                                                               |
| 20  | BIROT                                            |                    |                  |                 |                                                             |                              |                                                                               |
| 21  | BLONDEL LA ROUGERY                               |                    |                  |                 |                                                             |                              |                                                                               |
| 22  | BON SAINT CÔME                                   |                    |                  |                 |                                                             |                              |                                                                               |
| 23  | BORDAZ                                           |                    |                  |                 |                                                             |                              |                                                                               |
| 24  | BORDE                                            |                    |                  |                 |                                                             |                              |                                                                               |
| 25  | BOREL                                            |                    |                  |                 |                                                             |                              |                                                                               |
| 26  | BOULLANGER                                       |                    |                  |                 |                                                             |                              |                                                                               |
| 27  | BOURDILLON                                       |                    |                  |                 |                                                             |                              |                                                                               |
| 28  | BRUNEAU-LATOUCHE , LATOUCHE                      |                    |                  |                 |                                                             |                              |                                                                               |
| 29  | BUVAT de VIRGINY                                 | BUVAT              | Ile-de-France    | 1727            | notaire royal ?                                             | écrivain Bibliothèque du Roi | ?                                                                             |
| 30  | CACQUERAY de VALMÉNIER (de)                      |                    |                  |                 |                                                             |                              |                                                                               |
| 31  | CAMINADE                                         |                    |                  |                 |                                                             |                              |                                                                               |
| 32  | CAMOUILLY                                        |                    |                  |                 |                                                             |                              |                                                                               |
| 33  | CARREAU GASCHEREAU                               |                    |                  |                 |                                                             |                              |                                                                               |
| 34  | CASSIUS de LINVAL                                |                    |                  |                 |                                                             |                              |                                                                               |
| 35  | CATALOGNE (de)                                   |                    |                  |                 |                                                             |                              |                                                                               |
| 36  | CHANCEL de LA GRANGE                             |                    |                  |                 |                                                             |                              |                                                                               |
| 37  | CHASTANET                                        |                    |                  |                 |                                                             |                              |                                                                               |
| 38  | CHATENAY                                         |                    |                  |                 |                                                             |                              |                                                                               |
| 39  | CHAXEL (du)                                      |                    |                  |                 |                                                             |                              |                                                                               |
| 40  | CHÉNEAUX , CHÉNEAUX de LEYRITZ                   |                    |                  |                 |                                                             |                              |                                                                               |
| 41  | CHOMEREAU LAMOTTE                                |                    |                  |                 |                                                             |                              |                                                                               |
| 42  | CLARAC                                           |                    |                  |                 |                                                             |                              |                                                                               |
| 43  | CLAUZEL                                          |                    |                  |                 |                                                             |                              |                                                                               |
| 44  | CLERC                                            |                    |                  |                 |                                                             |                              |                                                                               |
| 45  | CLÉRET de LANGAVANT                              |                    |                  |                 |                                                             |                              |                                                                               |
| 46  | COOLS (de)                                       |                    |                  |                 |                                                             |                              |                                                                               |
| 47  | COPPENS (de)                                     |                    |                  |                 |                                                             |                              |                                                                               |
| 48  | COQUELIN de LISLE                                | COQUELIN           | Bretagne         |                 |                                                             |                              |                                                                               |
| 49  | CORNETTE (de SAINT-CYR et de VENANCOURT)         |                    |                  |                 |                                                             |                              |                                                                               |
| 50  | CORNIBERT du BOULAY                              |                    |                  |                 |                                                             |                              |                                                                               |
| 51  | COTTRELL                                         |                    |                  |                 |                                                             |                              |                                                                               |
| 52  | CRASSOUS, CRASSOUS de MÉDEUIL                    |                    |                  |                 |                                                             |                              |                                                                               |
| 53  | CROCQUET                                         |                    |                  |                 |                                                             |                              |                                                                               |
| 54  | CROSNIER de BRIANT                               |                    |                  |                 |                                                             |                              |                                                                               |
| 55  | DAMPIERRE (de)                                   |                    |                  |                 |                                                             |                              |                                                                               |
| 56  | DANEY de MARCILLAC                               |                    |                  |                 |                                                             |                              |                                                                               |
| 57  | DARTIGUENAVE                                     |                    |                  |                 |                                                             |                              |                                                                               |
| 58  | DELEUZE , LEUZE (de)                             |                    |                  |                 |                                                             |                              |                                                                               |
| 59  | DELSUC                                           |                    |                  |                 |                                                             |                              |                                                                               |
| 60  | DEPAZ                                            |                    |                  |                 |                                                             |                              |                                                                               |
| 61  | DESMÉ                                            |                    |                  |                 |                                                             |                              |                                                                               |
| 62  | DEVAUX                                           |                    |                  |                 |                                                             |                              |                                                                               |
| 63  | DIZAC                                            |                    |                  |                 |                                                             |                              |                                                                               |
| 64  | DOMERGUE                                         |                    |                  |                 |                                                             |                              |                                                                               |
| 65  | DORMOY                                           |                    |                  |                 |                                                             |                              |                                                                               |
| 66  | DORN                                             | DORN               | Allemagne        | 1793            | ?                                                           | ?                            | ?                                                                             |
| 67  | DUCHAMP de CHASTAIGNÉ                            |                    |                  |                 |                                                             |                              |                                                                               |
| 68  | DUCLOS                                           |                    |                  |                 |                                                             |                              |                                                                               |
| 69  | DUCOUDRAY                                        |                    |                  |                 |                                                             |                              |                                                                               |
| 70  | DUJON                                            |                    |                  |                 |                                                             |                              |                                                                               |
| 71  | DULIEU                                           |                    |                  |                 |                                                             |                              |                                                                               |
| 72  | DUMORET                                          |                    |                  |                 |                                                             |                              |                                                                               |
| 73  | DUPLAN                                           |                    |                  |                 |                                                             |                              |                                                                               |
| 74  | DUPONT                                           |                    |                  |                 |                                                             |                              |                                                                               |
| 75  | DUPUY , DUPUY-ROUDEL                             |                    |                  |                 |                                                             |                              |                                                                               |
| 76  | DURAND de LA VILLEJÉGU du FRESNAY                | DURAND             | Bretagne         | vers 1747       | négociant ?                                                 | notaire royal                | ?                                                                             |
| 77  | DURIEU , DURIEU de LEYRITZ                       |                    |                  |                 |                                                             |                              |                                                                               |
| 78  | ERNOULT                                          |                    |                  |                 |                                                             |                              |                                                                               |
| 79  | ESPINOSE de LACAILLERIE (d’)                     |                    |                  |                 |                                                             |                              |                                                                               |
| 80  | FABRE                                            | FABRE              | Provence         | vers 1814       | négociant                                                   | négociant                    | ?                                                                             |
| 81  | FABRIQUE SAINT-TOURS (de)                        | FABRIQUE (de)      | Bas-Languedoc    | 1750            | officier                                                    | juge seigneurial             | officier                                                                      |
| 82  | FORTIER                                          |                    | Marne            | vers 1770       | négociant                                                   | Chirurgien                   | Receveur en titre d'office des traites foraines de la paroisse de Boureuilles |
| 83  | FROIDEFOND des FARGES (de)                       |                    |                  |                 |                                                             |                              |                                                                               |
| 84  | GAIGNARD                                         |                    |                  |                 |                                                             |                              |                                                                               |
| 85  | GAIGNERON de MAROLLES, GAIGNERON MORIN           |                    |                  |                 |                                                             |                              |                                                                               |
| 86  | GAILLARD de LAUBENQUE (de)                       |                    |                  |                 |                                                             |                              |                                                                               |
| 87  | GALLET de SAINT-AURIN                            |                    |                  |                 |                                                             |                              |                                                                               |
| 88  | GARAUD , GARAUD-RÉGUILLET                        |                    |                  |                 |                                                             |                              |                                                                               |
| 89  | GARCIN , AGIS GARCIN                             |                    |                  |                 |                                                             |                              |                                                                               |
| 90  | GARDIÉ                                           |                    |                  |                 |                                                             |                              |                                                                               |
| 91  | GARNIER LAROCHE                                  |                    |                  |                 |                                                             |                              |                                                                               |
| 92  | GARNY de LA RIVIÈRE                              |                    |                  |                 |                                                             |                              |                                                                               |
| 93  | GASQUET                                          |                    |                  |                 |                                                             |                              |                                                                               |
| 94  | GENTILE (de)                                     |                    | Corse            | 1790            | Officier                                                    | Seigneur de Brando           | Seigneur de Brando                                                            |
| 95  | GERMON (de)                                      |                    |                  |                 |                                                             |                              |                                                                               |
| 96  | GONNIER                                          |                    |                  |                 |                                                             |                              |                                                                               |
| 97  | GOSSELIN                                         |                    |                  |                 |                                                             |                              |                                                                               |
| 98  | GOUYÉ, GOUYÉ MARTIGNAC, GOUYER                   | GOUYER             | Bretagne         | 1664            | ?                                                           | ?                            | ?                                                                             |
| 99  | GRAËVE                                           |                    |                  |                 |                                                             |                              |                                                                               |
| 100 | GRAMBIN                                          |                    |                  |                 |                                                             |                              |                                                                               |
| 101 | GRILHAULT des FONTAINES                          |                    |                  |                 |                                                             |                              |                                                                               |
| 102 | GROS-DUBOIS                                      | GROS, GROS du BOIS | Provence         | 1720            | Arpenteur royal                                             | Négociant à Marseille        | Négociant à Marseille                                                         |
| 103 | GUAVÉIA                                          |                    |                  |                 |                                                             |                              |                                                                               |
| 104 | GUÉRIN du QUESNE                                 |                    |                  |                 |                                                             |                              |                                                                               |
| 105 | GUYOT                                            |                    |                  |                 |                                                             |                              |                                                                               |
| 106 | HARDY                                            |                    |                  |                 |                                                             |                              |                                                                               |
| 107 | HAYOT                                            | HAYOT              | Normandie        | vers 1684       | ?                                                           | ?                            | ?                                                                             |
| 108 | HERVÉ, HERVÉ MARRAUD de SIGALONY                 |                    |                  |                 |                                                             |                              |                                                                               |
| 109 | HUC                                              |                    |                  |                 |                                                             |                              |                                                                               |
| 110 | HURAULT de GONDRECOURT de LIGNY                  |                    |                  |                 |                                                             |                              |                                                                               |
| 111 | HUYGHUES DESPOINTES                              | HUYGHUES           | Hollande         | 1679            | négociant ?                                                 | ?                            | ?                                                                             |
| 112 | IGOUT                                            |                    |                  |                 |                                                             |                              |                                                                               |
| 113 | JAHAM (de), JAHAM DESRIVAUX                      | JAHAM              | Poitou           | avant 1644      | Engagé                                                      | ?                            | ?                                                                             |
| 114 | JORNA (de)                                       |                    |                  |                 |                                                             |                              |                                                                               |
| 115 | JOUANNEAU COURVILLE                              |                    |                  |                 |                                                             |                              |                                                                               |
| 116 | JOUYE de GRANDMAISON                             |                    | Touraine         | vers 1755       | capitaine aide-major des milices du bataillon du Fort-Royal |                              |                                                                               |
| 117 | JOYAU                                            |                    |                  |                 |                                                             |                              |                                                                               |
| 118 | LACOSTE (de)                                     |                    |                  |                 |                                                             |                              |                                                                               |
| 119 | LAFAYE de GUERRE (de)                            |                    |                  |                 |                                                             |                              |                                                                               |
| 120 | LAFOSSE-MARIN                                    |                    |                  |                 |                                                             |                              |                                                                               |
| 121 | LAGARRIGUE de MEILLAC                            | LAGARRIGUE (de)    | Béarn            | 1787            | ?                                                           | marchand                     | ?                                                                             |
| 122 | LAGUARIGUE de SURVILLIERS (de)                   | LAGUARIGUE (de)    | Champagne        | 1690            | officier ?                                                  | ?                            | ?                                                                             |
| 123 | LA HOUSSAYE                                      |                    |                  |                 |                                                             |                              |                                                                               |
| 124 | LALAURETTE                                       |                    |                  |                 |                                                             |                              |                                                                               |
| 125 | LALUNG BONNAIRE                                  |                    |                  |                 |                                                             |                              |                                                                               |
| 126 | LANES                                            |                    |                  |                 |                                                             |                              |                                                                               |
| 127 | LANGELLIER BELLEVUE                              |                    |                  |                 |                                                             |                              |                                                                               |
| 128 | LAPOUJADE                                        |                    |                  |                 |                                                             |                              |                                                                               |
| 129 | LA ROCHE (de)                                    |                    |                  |                 |                                                             |                              |                                                                               |
| 130 | LAVIGNE SAINTE-SUZANNE (de)                      | LAVIGNE (de)       | Maine            | 1656            | avocat                                                      | juge seigneurial             | ?                                                                             |
| 131 | LAWLESS                                          |                    |                  |                 |                                                             |                              |                                                                               |
| 132 | LEBLANC MORINIÈRE                                |                    |                  |                 |                                                             |                              |                                                                               |
| 133 | LE CAMUS                                         |                    |                  |                 |                                                             |                              |                                                                               |
| 134 | LE CURIEUX (BELFOND, DURIVAL et LAFAYETTE)       |                    |                  |                 |                                                             |                              |                                                                               |
| 135 | LEFEBVRE                                         |                    |                  |                 |                                                             |                              |                                                                               |
| 136 | LEJEUNE                                          |                    |                  |                 |                                                             |                              |                                                                               |
| 137 | LE MASSON de RANCÉ                               |                    | Lorraine         |                 |                                                             |                              |                                                                               |
| 138 | LE MERLE de BEAUFOND                             |                    |                  |                 |                                                             |                              |                                                                               |
| 139 | LENCOU-BARÊME                                    |                    |                  |                 |                                                             |                              |                                                                               |
| 140 | LE PELLETIER BEAUFOND                            | PELLETIER          | Berry            | 1720            | officier de cavalerie                                       | Bourgeois d'Aigurande        | Seigneur de la Couture à Aigurande                                            |
| 141 | LE PELLETIER du CLARY                            |                    |                  |                 |                                                             |                              |                                                                               |
| 142 | LITTÉE                                           |                    |                  |                 |                                                             |                              |                                                                               |
| 143 | LOUVEAU de LA GUIGNERAYE                         |                    |                  |                 |                                                             |                              |                                                                               |
| 144 | LUCY de FOSSARIEU (de)                           |                    |                  |                 |                                                             |                              |                                                                               |
| 145 | MAC HUGH                                         |                    | Irlande          | 1840            | Trésorier de l'île de Ste Lucie                             |                              |                                                                               |
| 146 | MANCEAU (de)                                     |                    |                  |                 |                                                             |                              |                                                                               |
| 147 | MARIE                                            |                    |                  |                 |                                                             |                              |                                                                               |
| 148 | MARQUÈS                                          |                    |                  |                 |                                                             |                              |                                                                               |
| 149 | MARRAUD des GROTTES,                             | MARRAUD            | Guyenne          | vers 1693       | ?                                                           | ?                            | ?                                                                             |
| 150 | MARRY                                            |                    |                  |                 |                                                             |                              |                                                                               |
| 151 | MARSAN                                           |                    |                  |                 |                                                             |                              |                                                                               |
| 152 | MARTINEAU                                        |                    |                  |                 |                                                             |                              |                                                                               |
| 153 | MATHIEU                                          |                    |                  |                 |                                                             |                              |                                                                               |
| 154 | MAUGÉE                                           |                    |                  |                 |                                                             |                              |                                                                               |
| 155 | MEYER                                            |                    |                  |                 |                                                             |                              |                                                                               |
| 156 | MEYNARD (de)                                     |                    |                  |                 |                                                             |                              |                                                                               |
| 157 | MICHAUX                                          |                    |                  |                 |                                                             |                              |                                                                               |
| 158 | MICHEL                                           |                    |                  |                 |                                                             |                              |                                                                               |
| 159 | MILLON SAINTE-CLAIRE                             |                    |                  |                 |                                                             |                              |                                                                               |
| 160 | MOLINARD                                         |                    |                  |                 |                                                             |                              |                                                                               |
| 161 | MONROUX                                          |                    |                  |                 |                                                             |                              |                                                                               |
| 162 | MONTAIGNE (de)                                   |                    |                  |                 |                                                             |                              |                                                                               |
| 163 | MONZIOLS                                         |                    |                  |                 |                                                             |                              |                                                                               |
| 164 | MORIN                                            |                    |                  |                 |                                                             |                              |                                                                               |
| 165 | NICOLEAU                                         |                    |                  |                 |                                                             |                              |                                                                               |
| 166 | O’LANYER                                         |                    |                  |                 |                                                             |                              |                                                                               |
| 167 | PAPIN L’ÉPINE                                    |                    |                  |                 |                                                             |                              |                                                                               |
| 168 | PELLISSIER TANON de CREYERS et de MENSAC)        |                    |                  |                 |                                                             |                              |                                                                               |
| 169 | PÉRAUD                                           |                    |                  |                 |                                                             |                              |                                                                               |
| 170 | PERCIN (de), PERCIN NORTHUMBERLAND (de)          |                    |                  |                 |                                                             |                              |                                                                               |
| 171 | PÉRIÉ                                            |                    |                  |                 |                                                             |                              |                                                                               |
| 172 | PEU DUVALLON                                     |                    |                  |                 |                                                             |                              |                                                                               |
| 173 | PICHEVIN                                         |                    |                  |                 |                                                             |                              |                                                                               |
| 174 | PINARD                                           |                    |                  |                 |                                                             |                              |                                                                               |
| 175 | PINAUD                                           |                    |                  |                 |                                                             |                              |                                                                               |
| 176 | PLISSONNEAU DUQUÈNE                              | PLISSONNEAU        | Bretagne         | vers 1658       | ?                                                           | ?                            | ?                                                                             |
| 177 | PORRY                                            |                    |                  |                 |                                                             |                              |                                                                               |
| 178 | POTHUAU                                          |                    |                  |                 |                                                             |                              |                                                                               |
| 179 | POULLET, POULLET-OSIER                           |                    |                  |                 |                                                             |                              |                                                                               |
| 180 | PRAT de BASTIDE CONTE                            |                    |                  |                 |                                                             |                              |                                                                               |
| 181 | PRÉVOST SANSAC de TRAVERSAY                      |                    |                  |                 |                                                             |                              |                                                                               |
| 182 | PRÉVOTEAU, PRÉVOTEAU LE PELLETIER DUCLARY        | PRÉVOTEAU          | Ile-de-France    | vers 1769       | ?                                                           | procureur fiscal             | ?                                                                             |
| 183 | RAVENEAU                                         |                    |                  |                 |                                                             |                              |                                                                               |
| 184 | REYNAL de SAINT-MICHEL (de)                      |                    | Guyenne          | vers 1703       | clerc tonsuré                                               | capitoul                     | marchand                                                                      |
| 185 | RÉZARD de WOUVES                                 |                    |                  |                 |                                                             |                              |                                                                               |
| 186 | RIFFAUD                                          |                    |                  |                 |                                                             |                              |                                                                               |
| 187 | RIMBAUD                                          | RIMBAUD            | Provence         | 1788            | ?                                                           | ?                            | ?                                                                             |
| 188 | ROY de BELLEPLAINE                               |                    |                  |                 |                                                             |                              |                                                                               |
| 189 | ROZIÈRES (de)                                    |                    |                  |                 |                                                             |                              |                                                                               |
| 190 | RUFZ de LAVISON (de)                             |                    |                  |                 |                                                             |                              |                                                                               |
| 191 | SAINTE-CLAIRE DEVILLE                            |                    |                  |                 |                                                             |                              |                                                                               |
| 192 | SAVON                                            |                    |                  |                 |                                                             |                              |                                                                               |
| 193 | SEGUIN de LA SALLE                               |                    |                  |                 |                                                             |                              |                                                                               |
| 194 | SEGUIN ROSIER                                    |                    |                  |                 |                                                             |                              |                                                                               |
| 195 | SIMONNET                                         | SIMONNET           | Bretagne         | vers 1682       | ?                                                           | ?                            | ?                                                                             |
| 196 | SINSON (de), SINSON SAINT-ALBIN                  |                    |                  |                 |                                                             |                              |                                                                               |
| 197 | SOUQUET-BASIÈGE                                  |                    |                  |                 |                                                             |                              |                                                                               |
| 198 | TASCHER de LA PAGERIE (de)                       |                    |                  |                 |                                                             |                              |                                                                               |
| 199 | THEUVENIN                                        |                    |                  |                 |                                                             |                              |                                                                               |
| 200 | THOZE                                            |                    |                  |                 |                                                             |                              |                                                                               |
| 201 | TIBERGE                                          |                    |                  |                 |                                                             |                              |                                                                               |
| 202 | TOUIN                                            |                    |                  |                 |                                                             |                              |                                                                               |
| 203 | TRILLARD                                         |                    |                  |                 |                                                             |                              |                                                                               |
| 204 | VATBLÉ                                           |                    |                  |                 |                                                             |                              |                                                                               |
| 205 | VERTEUIL (de)                                    |                    |                  |                 |                                                             |                              |                                                                               |
| 206 | VILAIN                                           |                    |                  |                 |                                                             |                              |                                                                               |
| 207 | VIVIÈS                                           | VIVIÈS             | Provence         | vers 1755       | ?                                                           | ?                            | ?                                                                             |
| 208 | WEST                                             |                    |                  |                 |                                                             |                              |                                                                               |
| 209 | WINTER DURENEL                                   |                    |                  |                 |                                                             |                              |                                                                               |

#### Ouvrages anciens
- Renée Dormoy-Léger et Élodie Dujon-Jourdain, Mémoires de Békées, texte établi, présenté et annoté par Henriette Levillain, éd. L'Harmattan, 2002, 2 vol. [présentation en ligne]
- Sidney Daney de Marcillac, Histoire de la Martinique depuis la colonisation jusqu'en 1815, 1846 [lire en ligne]